# بيت الكويت بمصر
بيت الكويت بمصر هو بيت طلابي أنشأته دولة الكويت بمصر سنة 1945 لجمع طلاب البعثة التعليمية الكويتية بمصر.

## تاريخ البعثات الكويتية بمصر
كانت أو ل بعثة رسمية للكويت إلى مصر سنة 1939، وكانت تتألف من أربعة طلاب التحقوا بجامعة الأزهر، وفي سنة 1943 تلتها بعثة أخرى مكونة من 17 طالبًا معظمهم من طلاب التعليم قبل الجامعي، التحق منهم 10 طلاب بمدرسة السعيدية الثانوية، و5 بمدرسة طنطا الثانوية، وواحد بإعدادي الطب بالإسكندرية، وواحد بمدرسة الأورمان الابتدائية. وفي سنة 1945، أرسل مجلس المعارف الكويتي بعثة قوامها 37 طالبًا في مراحل تعليمية متنوعة.

## إنشاء بيت الكويت
بعد زيادة أعداد المبتعثين الكويتيين إلى مصر، فكرت إدارة المعارف الكويتية في إنشاء بيت للكويت بمصر، لجمع أفراد البعثة في بيت واحد، وقد أُنشئ هذا البيت في حي الزمالك بالقاهرة، وافتتحه رسميًا أحمد أمين بك، نائبًا عن وزير المعارف في أكتوبر 1945.
في سنة 1946، كان يقيم ببيت الكويت 56 طالبًا، كان معظمهم بالمرحلة الثانوية.

## نشرة البعثة

شعار نشرة البعثة الكويتية

في سنة 1946، أصدر بيت الكويت نشرة البعثة الكويتية، التي صدر عددها الأول في محرم 1366 هـ (ديسمبر 1946 م).